# Jean-Pierre Ravaux
Jean-Pierre Ravaux, né à Châlons-sur-Marne le 11 mai 1942 et mort le 11 avril 2008 à Reims est un médiéviste français.

## Biographie
Il est docteur en histoire de l'art (1996), premier conservateur de 1970 à 2002 des musées de Châlons-en-Champagne, ville dont il a été l’historien.
En 1987, il dote le musée dont il a la charge d'une nouvelle salle consacrée à l'archéologie où il présente les fonds présents dans les collections châlonnaises depuis la fin du XIXe siècle et le début du XXe siècle, en particulier la collection d'Emile Schmit. En 1989, il fait l'acquisition pour le Musée des beaux-arts et d'archéologie de Châlons-en-Champagne, auprès des héritiers, de la collection archéologique de Germaine Perrin de la Boullaye : bijoux, verreries, vases, armes, monnaies… (plus de 1400 pièces) provenant ds tombes celtes (IIIe siècle av. J.-C.), gallo-romaines (IVe siècle apr. J.-C.),) et mérovingiennes (VIe et VIIe siècles) en Champagne et en Bourgogne du nord, avec une documentation abondante ; il en dirige la publication en 1992,.
Spécialiste du Moyen Âge, il a été membre de nombreuses sociétés savantes, dont la Société d'agriculture, commerce, sciences et arts du département de la Marne qu’il préside de 1982 à 1984. Il a mené une importante activité scientifique qui se retrouve dans ses livres et nombreux articles. D'autre part, il a concouru à mettre en avant le riche patrimoine de la cité champenoise par des actions auprès de ses élus et de ses habitants. La renaissance des maisons à pans de bois dans le centre ancien de la ville lui doit beaucoup, avec l'association des Amis du Vieux Châlons.

## Publications

### Ouvrages
- « Les chapelles et locaux annexes de la  cathédrale de Châlons-sur-Marne », dans Mémoires de la S.A.C.S.A.M., tome XCIII, 1978, p. 59-89.
- « Histoire topographique de Châlons-sur-Marne », dans Mémoires de la S.A.C.S.A.M., tome XCV, 1980, p. 57-87.
- « Les évêques de Châlons des origines à 1789 », dans Mémoires de la S.A.C.S.A.M., tome XCVIII, 1983, p. 49-121.
- « Histoire topographique de Châlons-sur-Marne (IVe – XVIe siècles) », in Mémoires de la Société d’Agriculture, Commerce, Sciences et Arts du département de la Marne, t. XCV, Châlons-sur-Marne, 1980, p. 57-87.
- « Barthélemy de Senlis, 54e évêque de Châlons-en-Champagne », in Mémoires de la Société d’Agriculture, Commerce, Sciences et Arts du département de la Marne,, t. CXVIII, Châlons, 2003, p.
- Histoire de Châlons-sur-Marne, Roanne, 1983 (avec la collaboration de Georges Clausse)
- « De civitas catuuellaunorum à Châlons et de Châlons en Champagne à Châlons sur Marne, histoire du nom d'une ville », dans Mémoires de la S.A.C.S.A.M., tome CV, 1990, p. 49-54.
- Histoire du diocèse de Châlons, Paris, 1989 (avec la collaboration de Georges Clause)
- La collection archéologique de Mme Perrin de La Boullaye. Musée de Châlons-en-Champagne (Jean-Pierre Ravaux, dir.), Châlons-sur-Marne, Société des amis des musées de Châlons-sur-Marne, 1992, 494 p.  (ISBN 2-906895-01-6) ; supplément au tome CVII des Mémoires de la Société d'agriculture, commerce, sciences et arts de la Marne.
- Châlons en Champagne Histoire d'un nom, Châlons en Champagne, 1999
- Claude Chastillon et sa Topographie française, Châlons en Champagne catalogue de l'exposition musée de Châlons en Champagne, 1998.

### Préface
- Claude Hérique (préface de Jean-Pierre Ravaux), À la rencontre de Roland Irolla, imprimerie Leducq, Fagnières, 2007.